# Oude Dorp (Bussum)
Het Oude dorp van Bussum is het oorspronkelijke dorp van de Noord-Hollandse gemeente Bussum en maakt tegenwoordig deel uit van het centrum van deze plaats.
Het ligt rond de brink, waarvan er vroeger een aantal aanwezig waren in deze gemeente, bij de huidige brinklaan.
Het grenst ten westen aan de Oosterspoorlijn, waarachter het Spiegel ligt. Aan de noordkant grenst het aan de buurt Landstraat-Noord, ten oosten aan de wijk Brediuskwartier en ten zuiden grotendeels aan Bussum-Zuid.

## Geschiedenis
In de 14e eeuw ontstond het gehucht Laag-Bussem tussen de plaatsen Naarden en Hilversum, langs de doorgaande weg en tussen de hoger gelegen engen op de zandgronden van de Utrechtse heuvelrug en de lager gelegen meenten. Het bestond hoofdzakelijk uit een aantal boerderijen, met later een kleine kapel erbij. Er mocht behalve het uitoefenen van het boerenbedrijf geen ambacht plaatsvinden, dit omdat de buurtschap onderdeel uitmaakte van de gemeente Naarden.
Oorspronkelijk was Bussum geen zelfstandige gemeente, maar een onderdeel van de gemeente Naarden. Pas op 1 januari 1817 verkreeg het zelfstandigheid als gemeente.
Een lange periode werd er zand afgegraven, in zuidelijke richting vanaf de vesting Naarden. Daarbij ontstonden vaarten, die uiteindelijk leidde tot de haven van Bussum.
In de loop van de 19e eeuw vestigden zich aan de boorden van de Bussumervaart en de zanderijsloten een groot aantal wasserijen en blekerijen. Het gebied aan de kop van de haven van Bussum werd ook wel Blekershoek genoemd.
Na de aanleg van de doorgaande spoorlijn met het nieuwe station Naarden-Bussum, groeide de nieuwe gemeente van slechts een duizend inwoners naar rond de zeven duizend inwoners in 1899. Met nog een groter aantal in de 20e eeuw, met een absolute bewonersaantal van circa 42000 in de begin jaren 60.

## Bebouwing
Door de onstuimige groei, werden er steeds meer winkels geopend met als gevolg, het verdwijnen van de oude bebouwing en natuurlandschap in het oudste gedeelte.
Van de vroegere bebouwing, de oude boerderijen, is nagenoeg niets overgebleven. Na de aanleg van de spoorweg van Amsterdam naar het Oosten, heeft het dorp een grote groei ontwikkeling doorgemaakt waarbij het aanzicht van het oude dorp drastisch veranderd is
Het oude stadhuis, uit 1885 werd gebouwd aan de brinklaan, ten zuiden waar het huidige raadshuis van de gemeente Gooise Meren ligt. Toen de gemeente uit zijn jas groeide werd het huidige Raadhuis gebouwd in de jaren 60 van de twintigste eeuw, het oude raadhuis werd ondanks protesten uit de burgerbevolking afgebroken.
Nadat het terrein jaren leeg heeft gestaan, is het huidige nieuwe winkelcentrum gebouwd, de Nieuwe Brink.
In het Oude dorp werd eerst gebruik gemaakt van een kleine kapel om kerkdiensten te houden, pas later werd rond 1884 de St Vituskerk, aan de Brinklaan gebouwd. De Televisie van Nederland is begonnen in het centrum van Bussum in de Studio Irene in 1951, daarbij werden in het centrum veel gebruik gemaakt van diverse locaties.

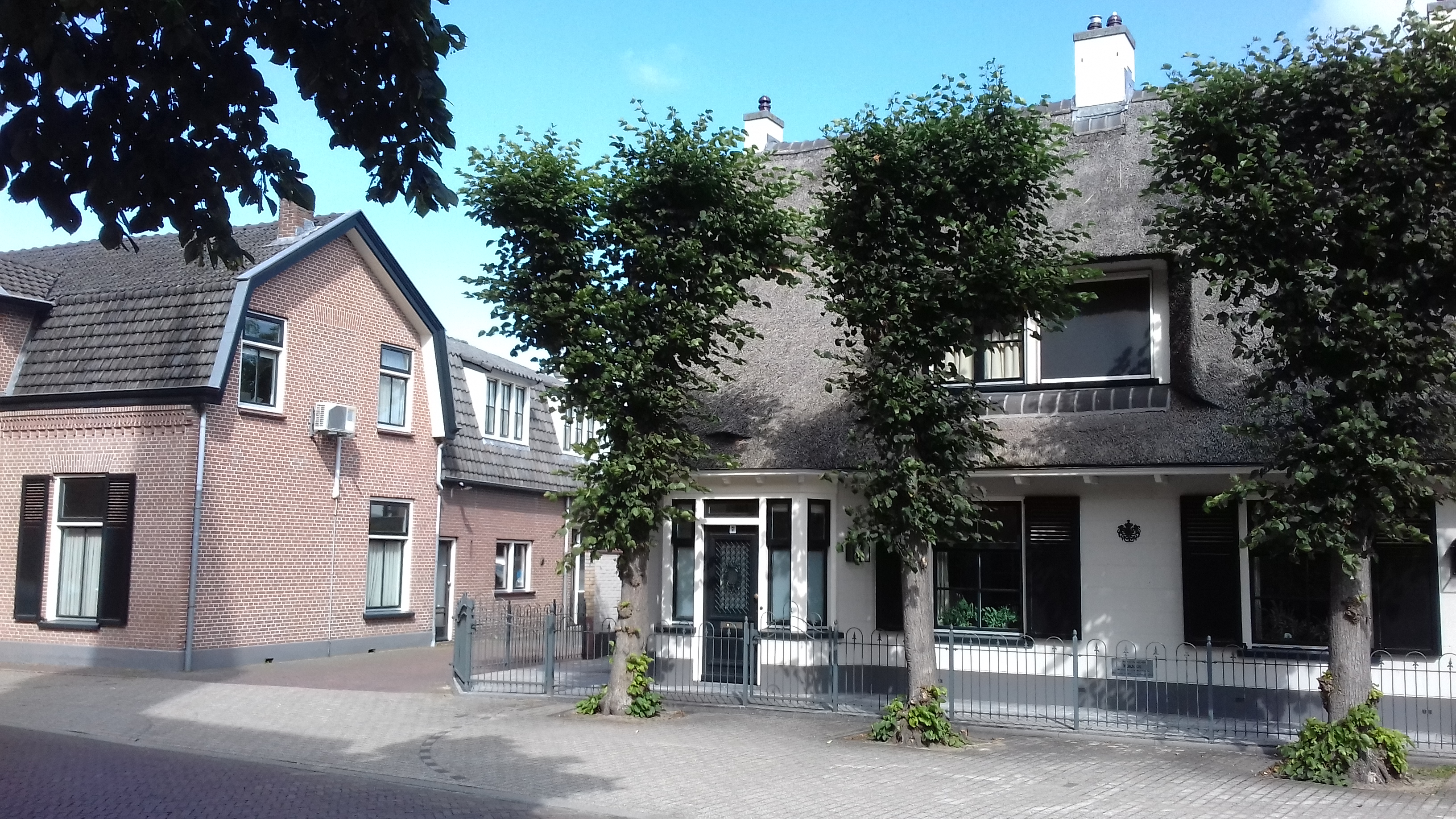
Sint Vitusstraat, Bussum

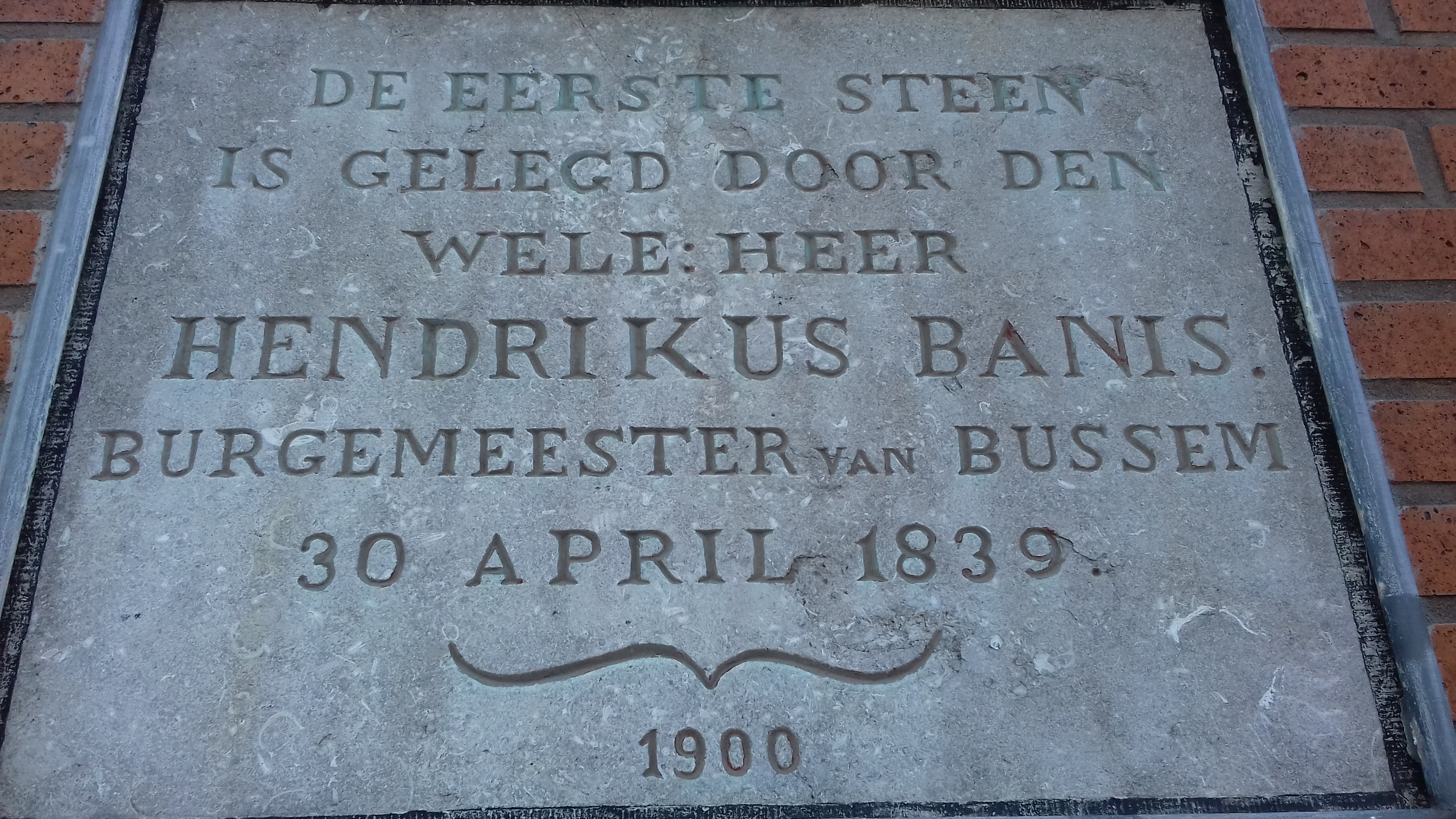
Gevelsteen Gemeente Bussum

## Heden
De huidige kern fungeert, door het samengaan van de gemeente Bussum, Naarden en Muiden in de nieuw gevormde gemeente Gooise Meren, als winkelcentrum voor het noordelijk deel van het Gooi. In de afgelopen decennia van de 20e eeuw zijn daartoe veel oude gebouwen afgebroken waarvoor nieuwbouw in de plaats is gekomen. Daarbij zijn er veel protesten gekomen vanuit de lokale bevolking.

## Trivia
Als inwoners van Bussum boodschappen gaan halen in het centrum van de plaats, wordt in de volksmond gesproken over naar het Dorp gaan.